# Витания
Витания (на арабски: العيزرية, Ейзария) е град в Палестина, част от мухафазата Кудс на Западния бряг. Населението му е около 21 175 души (2017).
Разположен е на 632 метра надморска височина в Юдейските планини, на 5 километра източно от центъра на Йерусалим и на 19 километра северозападно от брега на Мъртво море. Селището съществува от VI век пр. Хр. и се споменава на няколко пъти в Новия завет, като е най-известно с историята за съживяването на Лазар. През 1948 година е окупирано от Йордания, а през 1967 година – от Израел, като и след Договорите от Осло почти цялата му територия остава под пълен израелски контрол.

## Известни личности
Родени във Витания
- Лазар от Витания (? – 30), библейски персонаж

Починали във Витания
- Лазар от Витания (? – 30), библейски персонаж
- Сибила Анжуйска (1112 – 1165), принцеса